# Włodzimierz Kiniorski

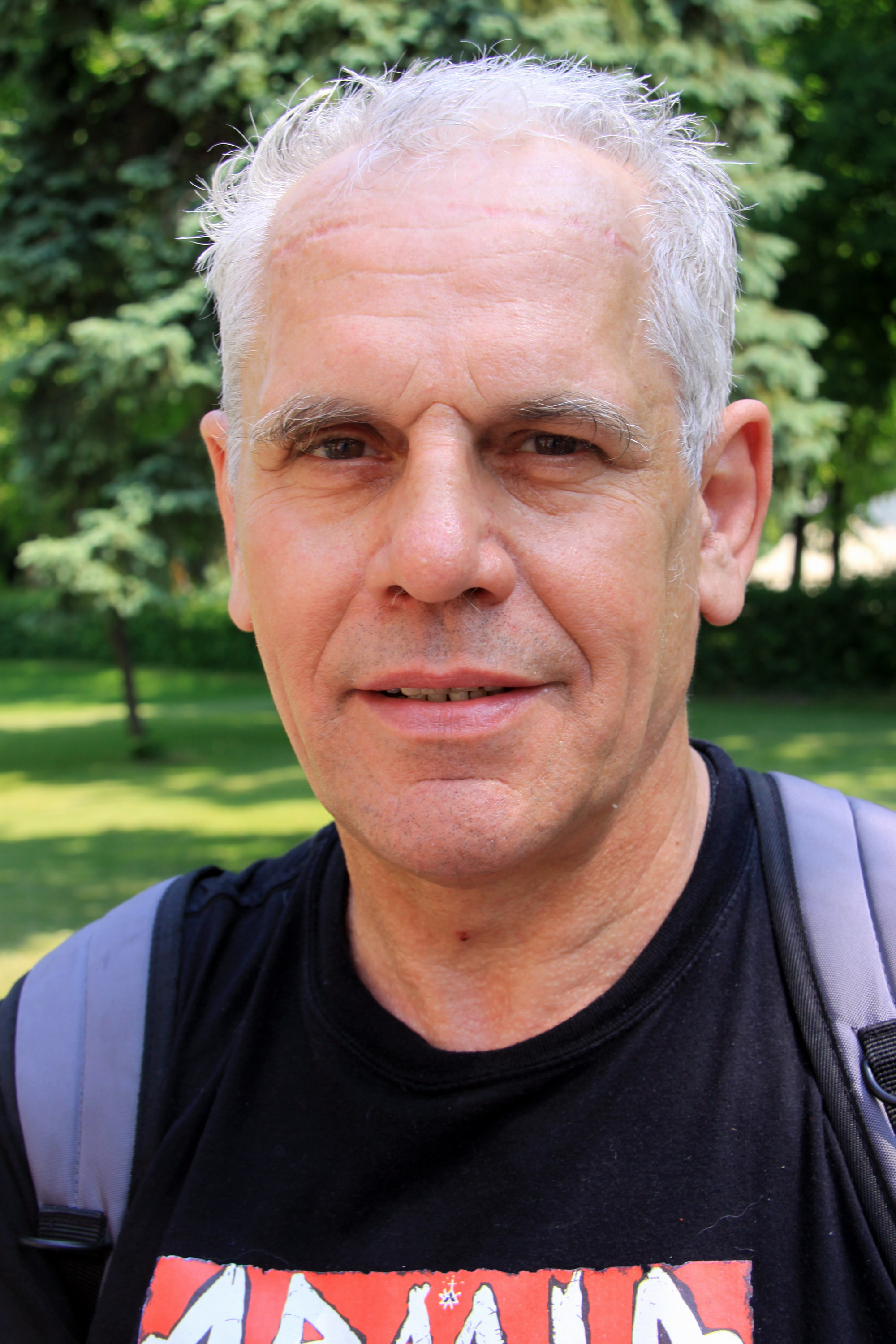
Włodzimierz Kiniorski, 2011

Włodzimierz Kiniorski (* 15. Juli 1952 in Zagnańsk) ist ein polnischer Jazzmusiker (Saxophone, Ney, Perkussion, Gesang) und Komponist, der vor allem unter dem Pseudonym Kinior bekannt ist.

## Wirken
Kiniorski gehörte zunächst zu der Rockband Brygada Kryzys. Er arbeitete mit Jazzmusikern wie Tomasz Stańko, Urszula Dudziak, Tadeusz Sudnik, Bob Stewart oder Michał Urbaniak und gehörte zu den Gruppen Stan d’Art, Young Power und Antoni Gralaks Graal. Weiterhin tourte er mit den Twinkle Brothers, mit Mamadou Diouf sowie mit Radosław Nowakowski als Duo KI-NO und spielte mit ihnen Aufnahmen ein. Auf den Festivals Jazz nad Odrą und Jazz Juniors und beim Krzysztof-Komeda-Wettbewerb wurde er ausgezeichnet. Weiterhin beteiligte er sich an multimedialen Projekten von Krzysztof Knittel, Marcin Krzyżanowski, Piotr Bikont, Marek Chołoniewski und Paweł Dudziński.
Als Komponist verfasste er Schauspielmusiken u. a. für das Witkiewicz-Theater in Zakopane, das Stefan-Żeromski-Theater in Kielce, das Teatr Klinika Lalek in Wolimierz, das Powszechny-Theater in Warschau und das Bücklein-Theater in Krakau zusammen und wurde für seine Musik 1999 mit der Goldenen Maske ausgezeichnet. Außerdem komponierte Kiniorski Musik zu Dokumentarfilmen wie Zdzisław Beksiński, Dalaj Lama und Andrzej Strumiłło und initiierte in Łódź das Festival Flap People.

## Diskographische Hinweise
- Stan d’Art Undergrajdoł (1987)
- Graal Darmozjad (1997)
- Złota Ryba/Tu I Teraz (1999, Single)
- Trebunie-Tutki, Orkiestra Kiniora, Ethno Techno (2004)
- Odmieniec (2006)
- Graal Live in Bohema Jazz Club (2007)
- Kinior i Bielinianki, Ludovizja
- CH&K&K Myriam (2009)
- Augusta i Kinior, BEe (2010)
- Pomianowska & Kinior, Dwugłowy smok. Festiwal Wolność i Pokój (2014)